# Pierre dressée du Haut-Bois
La Pierre dressée du Haut-Bois est un mégalithe situé à Bouchamps-lès-Craon, en France.

## Historique
Le mégalithe fait l’objet d’un classement au titre des monuments historiques depuis le 31 août 1990.